# Siloca sanguiniceps
Siloca sanguiniceps är en spindelart som beskrevs av Simon 1902. Siloca sanguiniceps ingår i släktet Siloca och familjen hoppspindlar. Inga underarter finns listade i Catalogue of Life.